# 酒泉駅
酒泉駅（しゅせんえき）は中華人民共和国甘粛省酒泉市粛州区西洞鎮にある中国鉄路総公司蘭州鉄路局武威鉄路分局が管轄する駅である。

## 駅構造
単式ホーム1面、島式ホーム1面を持つ地上駅である。

## 所属路線
- 中国鉄路総公司
  - 蘭新線：蘭州駅起点より748km、ウルムチ南駅まで1144km、烏西駅終点まで1164km

## 歴史
1956年に蘭新線の開通に伴い開業した。2008年6月に敦煌駅が仮営業を始めて、本駅から直通列車が運行開始した。

## 隣の駅
中国鉄路総公司
蘭新線
東洞駅 - 酒泉駅 - 文殊駅